# قسم تشهار فريضة الريفي (مقاطعة بندر انزلي)
قسم تشهار فريضة الريفي (بالفارسية: دهستان چهارفریضه) هي منطقة ريفية تقع في إيران في قسم تشهار فريضة الريفي. يقدر عدد سكانها بـ 13,829 نسمة .